# Peter Frederik Steinmann (1782-1854)
 Der er flere personer med dette navn, se Peter Frederik Steinmann (1812-1894).
Peter Frederik (Pierre-Frédéric) Steinmann (13. juni 1782 i København – 11. december 1854) var en dansk officer og godsejer, far til generalen af samme navn.

## Karriere
Han blev født i København 13. juni 1782 og var søn af boghandler Pierre Steinmann (11. april 1737 i Mannheim – 2. maj 1821 i København) og Helene Elisabeth f. Salicath (1749 – 17. februar 1809). Forældrene hørte til den reformerte menighed. Steinmann fik sin første undervisning, bl.a. af digteren Edvard Storm, i Efterslægtselskabets Skole, af hvis bestyrelse han senere blev et meget virksomt medlem i mange år. Steinmann ville være soldat, og vejen hertil åbnedes ved faderens, navnlig med fransk litteratur forsynede, læsestue, der blev søgt af mange af landets store mænd, bl.a. af den alt da indflydelsesrige officer Frantz Bülow, ved hvis hjælp Steinmann 1794 kom ind på Artilleriakademiet, hvorfra han 1801 afgik som sekondløjtnant. 1803 udnævnt til premierløjtnant var han et år i Christiania og afgik derpå 1805 til det observationskorps, som Danmark på grund af krigsurolighederne holdt i Holsten. 1807 vendte Steinmann tilbage til Sjælland, blev 1808 adjoint i Generalstaben, 1809 kaptajn, 1811 divisionskvartermester og 1813 major. Ved de svenskes invasion over landets sydgrænse var Steinmann hos den kommanderende general i Nørrejylland, general Johann Theodor Wegener, men kom i Frederik VI's stab under Hærens opmarch bag Lillebælt i december 1813. Det følgende år var han stabschef hos general August Nicolai Carl von Kardorff, der med et auxiliærkorps marcherede til Rhinen. 1824 blev han oberstløjtnant og Ridder af Dannebrog, 1828 Dannebrogsmand, 1832 overkvartermester, 1833 oberst, 1835 generalkvartermester-løjtnant, 1836 kammerherre, 1839 generalkvartermester og chef for Generalstaben, 1840 Kommandør af Dannebrog og 1842 generalmajor.
Steinmanns virksomhed er helt igennem knyttet til Generalstaben,om hvis hensigtsmæssige ordning han var overbevist, hvorfor han også altid var rede til, ofte i et hvast sprog, at forsvare Generalstaben og dens særstilling i Hæren. Ved sit retsind og sin pligtfølelse, der gjorde ham utrættelig i kongens tjeneste, havde han erhvervet sig så stor anseelse, at de nye magthavere i 1848 ikke turde rokke ved hans stilling som chef for Generalstaben, selvom de til hans sorg ikke ville anvende ham i den aktive armé, vistnok på grund af hans konservative anskuelser, der ikke passede til tidsånden. 1847 fik han Storkorset. Først 1852 fik han afsked som generalløjtnant. Han døde 11. december 1854.

## Familie
Han blev gift 1. gang 28. oktober 1809 på Gunderslevholm med Johanne Birgitte Mette Dorothea f. de Neergaard (28. marts 1792 på Tølløsegård – 5. juni 1824 i København), datter af Johan Thomas de Neergaard til Tølløsegård og Anna Joachimine f. Qvistgaard, 2. gang 1835 i Garnisons Kirke med Sophie Magdalene f. Dinesen (9. juni 1779 på Gyldenholm – 27. marts 1866 i København), der var datter af justitsråd Andreas Dinesen og enke efter major Jacob de Neergaard (d. 19. oktober 1833), broder til Steinmanns første hustru. Ved sit andet giftermål blev Steinmann ejer af Tybjerggård på Sjælland, som han bestyrede med stor dygtighed og forskønnede med haveanlæg. Han var en af de godsejere, der tidligst afskaffede hoveriet.
Han er begravet på Assistens Kirkegård.
Der findes et portrætmaleri af August Schiøtt fra 1850 (Tybjerggård) og et litografi fra 1856 af I.W. Tegner & Kittendorff efter daguerreotypi.